# ジブロモ酢酸
ジブロモ酢酸（ジブロモさくさん、英: Dibromoacetic acid）は、化学式CHBr2COOHで表される有機臭素化合物である。DBAAとも略記される。

## 生成
海水を冷却に使用する火力発電所・原子力発電所や化学プラント、海水を原料として利用している海水淡水化プラントなどでは、取水口や熱交換器等への貝類の付着を防ぐため塩素処理が行われる。海水は淡水に比べて臭化物イオン濃度が高く、塩素処理によりジブロモ酢酸が生じると考えられる。フミン酸を含む人工海水を次亜塩素酸ナトリウムで処理する実験では、ガスクロマトグラフ質量分析計によりDBAAをはじめとする有機臭素化合物が確認された。1992年に神奈川県と福島県で採取した海水からはそれぞれ4.5 μg/L、1.2 μg/L、神奈川県内の海水を利用したプールからは18.3 μg/LのDBAAが検出された。本物質は不揮発性であるため、プールでは濃縮が起きたと推定される。

## 有害性
サルモネラを使用した変異原性試験では陽性を示した。国際がん研究機関では、本物質の発癌性をグループ2B（ヒトに対する発癌性が疑われる）と評価している。日本の消防法の危険物、毒劇法の毒物及び劇物には該当しない。